# Ligne de Saint-Pierre-du-Vauvray à Louviers
La ligne de Saint-Pierre-du-Vauvray à Louviers est une ancienne ligne de chemin de fer de 7,4 km qui reliait Saint-Pierre-du-Vauvray à Louviers.

## Histoire
La ligne est déclarée d'utilité publique par décret impérial le 14 juin 1861. Elle est concédée à titre définitif à la Compagnie des chemins de fer de l'Ouest par une convention signée le 1er mai 1863 entre le ministre des Travaux Publics et la compagnie. Cette convention est approuvée par décret impérial le 11 juin 1863.

## Exploitation
En 2023, selon SNCF Réseau, la ligne est suspendue à la circulation avec reprise programmée ou possible.

## Projet de réouverture
Pour un coût d'environ 100 millions d'euros, il est envisagé de rouvrir la ligne au service voyageurs, avec électrification, afin d'offrir des relations en train entre Rouen et Louviers. L'échéance est prévue pour 2032, avec études préliminaires réalisées par SNCF Réseau en 2023, concertation citoyenne en 2025 et travaux à partir de 2030.
Du 2 juin au 11 juillet 2025 a lieu une concertation préalable. Le calendrier est alors le suivant : l'avant-projet aurait lieu en 2026, la déclaration d'utilité publique et les études de projet en 2027, les autorisations environnementales en 2028 et le démarrage du chantier en 2029 pour une mise en service en 2030-2032. Le projet contient l'électrification de la ligne, la suppression de deux passages à niveau et la réhabilitation des trois autres le tout sur 6 km de voies et pour 65 millions d'euros (4 millions pour les études et 61 millions pour les travaux d'infrastructure ferroviaire). Les trains devraient être au nombre de 8 par sens et par jour et rallier Rouen en 34 minutes. Enfin, un pôle intermodal devrait être créé à proximité immédiate de la gare.